# Robert F. Almeder
Robert F. Almeder, estadounidense, trabajó como profesor de filosofía en la Universidad del Estado de Georgia hasta su jubilación en 2005 y ha escrito ampliamente sobre filosofía de la ciencia, epistemología y ética. Sus libros incluyen Beyond Death (1987), Death and Personal Survival (1992), Blind Realism (1996), Harmless Naturalism (1998), y Human Happiness and Morality (2000).

## Currículum
Almeder completó su tesis doctoral sobre "El realismo metafísico y lógico de Charles Peirce" en la Universidad de Pensilvania en 1969. Desde entonces ha sido el presidente de la Sociedad Charles S. Peirce, así como presidente de la Asociación Filosófica de Georgia. En 1973 Almeder recibió el Premio al Educador Destacado de los Estados Unidos y luego el de Catedrático Distinguido de Antiguos Alumnos de la Universidad del Estado de Georgia por su enseñanza e investigación de 1984 a 1995. Almeder fue beneficiario de una beca Fulbright en 1992 y nuevamente en 2005. La Universidad del Estado de Georgia instituyó un premio estudiantil en honor a Almeder en su jubilación en 2005, el Premio Robert F. Almeder, otorgado a los estudiantes que escribieran el mejor artículo en el Simposio Anual de Estudiantes de Filosofía del Estado de Georgia. Fue el profesor inaugural del Distinguido Catedrático McCullough de Filosofía en el Hamilton College (2005-2007), donde imparte cursos sobre derechos humanos y ética biomédica y derecho. Actualmente está trabajando en el manuscrito de un libro sobre la ciencia del calentamiento global.

## Puntos de vista sobre la mente
Almeder fue fuertemente influenciado por Charles Sanders Peirce, Ian Stevenson, y W.O. Quine y se adhiere al dualismo cartesiano, rechazando en líneas generales el cientificismo y el materialismo. El trabajo de investigación sobre la reencarnación de Stevenson en niños que decían recordar vidas pasadas convenció a Almeder de que la mente no se puede reducir al cerebro o a los estados cerebrales. Sostuvo que las mentes humanas son de un orden diferente a los objetos físicos normales, basándose estos últimos en una causalidad más primitiva que permite interacciones con entidades físicas. Almeder es crítico con la comunidad académica y científica por no haber tomado el trabajo de Stevenson en serio, debido a una comprensión errónea de la naturaleza de su trabajo y a confundirlo con el menguante respeto por la religión asociado con el auge del cientificismo.

## Libros seleccionados
Almeder ha sido autor y coautor de 24 libros, entre ellos: Truth and Scepticism: ( Rowman and Littlefield, 2010, 275 páginas); Blind Realism: An essay on human knowledge and natural science ( Rowman and Littlefield, 1991. 261 páginas); Harmless Naturalism: ( Open Court, 1998.260 páginas)
- Biomedical Ethics and the Law (coeditado con J. Humber), 2ª edición revisada (New York: Plenum Press, 1979), 700 páginas.
- The Philosophy of Charles S. Peirce: A Critical Introduction (The American Philosophical Quarterly Library. Oxford: Basil Blackwell, 1980; and Lanham, Md.: Rowman and Littlefield, 1980), 218 páginas.
- Praxis and Reason: Studies in the Philosophy of Nicholas Rescher (New York: The University Press of America, 1982).
- Beyond Death: The Evidence for Life After Death. Springfield, Ill.: Charles C Thomas, (1987).
- Death and Personal Survival. Lanham, Md.: Rowman and Littlefield, (Spring 1992), 291 páginas.
- Glossary of Epistemology and Philosophy of Science (coautor con James Fetzer) New York: Paragon Press (1992).
- Business Ethics: Corporate Values and Society (coeditado con M. Snoeyenbos y J. Humber), Buffalo, N.Y.: Prometheus Press, (edición revisada 1992)
- Human Happiness and Morality: A Brief Introduction to Ethics. Buffalo, N.Y.: Prometheus Press (Dic. 2000)
- Biomedical Ethics Reviews (nueva edición anual desde 1983–2004) (coeditado con James Humber) ( New York:Humana Publishing Corporation, 1983).

## Papel editorial
Almeder trabajó como editor de The American Philosophical Quarterly de 1998 a 2003, y ha sido coeditor de la serie anual de libros Biomedical Ethics Reviews de 1983 a 2004. También ha trabajado en varios consejos editoriales, incluyendo:
- The American Philosophical Quarterly (1978–1998)
- The History of Philosophy Quarterly (1983–1994)
- The Journal of Business Ethics (1983–1996)
- Journal of Philosophical Research. (1980–actualidad)
- The Transactions of the Charles S. Peirce Society:A Quarterly Journal of American Philosophy (1980–actualidad)
- The International Journal of Applied Philosophy (1982–actualidad)
- The Journal of Value Inquiry (1991–actualidad)
- Public Affairs Quarterly (1995–actualidad)